# جونز كريك
جونز كريك (بالإنجليزية: Johns Creek, Georgia)‏ هي مدينة تقع في مقاطعة فولتن بولاية جورجيا في الولايات المتحدة. تبلغ مساحة هذه المدينة (كم²)، وترتفع عن سطح البحر 236 م، بلغ عدد سكانها 76728 نسمة في عام 2010 حسب إحصاء مكتب تعداد الولايات المتحدة.

## المناخ
يظهر الجدول التالي التغييرات المناخية على مدار السنة لجونز كريك:
| البيانات المناخية لـجونز كريك     | البيانات المناخية لـجونز كريك | البيانات المناخية لـجونز كريك | البيانات المناخية لـجونز كريك | البيانات المناخية لـجونز كريك | البيانات المناخية لـجونز كريك | البيانات المناخية لـجونز كريك | البيانات المناخية لـجونز كريك | البيانات المناخية لـجونز كريك | البيانات المناخية لـجونز كريك | البيانات المناخية لـجونز كريك | البيانات المناخية لـجونز كريك | البيانات المناخية لـجونز كريك | البيانات المناخية لـجونز كريك |
| الشهر                             | يناير                         | فبراير                        | مارس                          | أبريل                         | مايو                          | يونيو                         | يوليو                         | أغسطس                         | سبتمبر                        | أكتوبر                        | نوفمبر                        | ديسمبر                        | المعدل السنوي                 |
| --------------------------------- | ----------------------------- | ----------------------------- | ----------------------------- | ----------------------------- | ----------------------------- | ----------------------------- | ----------------------------- | ----------------------------- | ----------------------------- | ----------------------------- | ----------------------------- | ----------------------------- | ----------------------------- |
| الدرجة القصوى °ف (°م)             | 75 (24)                       | 80 (27)                       | 88 (31)                       | 91 (33)                       | 95 (35)                       | 101 (38)                      | 102 (39)                      | 101 (38)                      | 98 (37)                       | 88 (31)                       | 84 (29)                       | 76 (24)                       | 102 (39)                      |
| متوسط درجة الحرارة الكبرى °ف (°م) | 50 (10)                       | 55 (13)                       | 63 (17)                       | 71 (22)                       | 78 (26)                       | 84 (29)                       | 88 (31)                       | 86 (30)                       | 81 (27)                       | 72 (22)                       | 62 (17)                       | 53 (12)                       | 70 (21)                       |
| متوسط درجة الحرارة الصغرى °ف (°م) | 29 (−2)                       | 32 (0)                        | 38 (3)                        | 45 (7)                        | 54 (12)                       | 62 (17)                       | 67 (19)                       | 66 (19)                       | 60 (16)                       | 47 (8)                        | 39 (4)                        | 32 (0)                        | 48 (9)                        |
| أدنى درجة حرارة °ف (°م)           | −10 (−23)                     | 1 (−17)                       | 6 (−14)                       | 24 (−4)                       | 31 (−1)                       | 40 (4)                        | 48 (9)                        | 50 (10)                       | 28 (−2)                       | 25 (−4)                       | 10 (−12)                      | −1 (−18)                      | −10 (−23)                     |
| الهطول إنش (مم)                   | 5.34 (136)                    | 4.78 (121)                    | 5.52 (140)                    | 4.04 (103)                    | 4.63 (118)                    | 3.66 (93)                     | 4.17 (106)                    | 4.32 (110)                    | 3.87 (98)                     | 3.58 (91)                     | 3.73 (95)                     | 4.18 (106)                    | 51.82 (1٬316)                 |
| المصدر:                           |                               |                               |                               |                               |                               |                               |                               |                               |                               |                               |                               |                               |                               |

## وصلات خارجية
- Johns Creek, Georgia
- Cities & Counties - Georgia.gov